# People Like People Like People Like Us
People Like People Like People Like Us är ett album av den svenska rockgruppen Backyard Babies, utgivet 2006. Det är producerat 2006 av Nicke Andersson från The Hellacopters.

## Låtlista
1. "People Like People Like People Like Us" - 2:00
2. "Cockblocker Blues" - 3:35
3. "Dysfunctional Professional" - 3:34
4. "We Go a Long Way Back" - 3:10
5. "Roads" - 4:23
6. "Blitzkrieg Loveshock" - 3:08
7. "The Mess Age (How Could I Be So Wrong)" - 3:30
8. "I Got Spades" - 3:03
9. "Hold 'em Down" - 2:49
10. "Heroes & Heroines" - 2:55
11. "You Cannot Win" - 3:34
12. "Things to Do Before We Die" - 2:54